# ウルトラセブン (キャラクター)
- ウルトラセブン > ウルトラセブン (キャラクター)
- ウルトラマンの一覧 > ウルトラセブン (キャラクター)

ウルトラセブン (Ultraseven) は、円谷プロ制作の特撮テレビドラマ作品『ウルトラセブン』をはじめとする「ウルトラシリーズ」に登場するキャラクター。

## 概要
『ウルトラセブン』の主役キャラクターである。また、その後のウルトラシリーズにも数多く出演し、新たな主役シリーズも制作された。
本記事では、全出演作品を通してのウルトラセブンというキャラクターについて解説する。

### 基本設定
M78星雲光の国出身の宇宙人。地球人に変身して地球に滞在し、地球の侵略を目論む宇宙人やその尖兵の宇宙怪獣と戦う。
『セブン』では、光の国の恒点観測員340号として地球に飛来し、個人の判断で地球に滞在した。しかし、第2期ウルトラシリーズ以降は宇宙警備隊隊員と設定され、ウルトラ兄弟の3番目に加えられ、シリーズ諸作品に出演して後発の主役ヒーローを援護した。『ウルトラマンメビウス』以降の作品では、ウルトラ兄弟の中でも伝説的存在である「ウルトラ6兄弟」の1人にカウントされている。
最初から『ウルトラマン』の諸設定を踏襲するヒーローとして設定されたわけではなく、後年のウルトラ兄弟の設定の基の「ウルトラシリーズの設定」の統合がなされた際に、セブンもその流れの中に位置付けられることとなった。そのため、「地球での活動における制限時間が明確化されていない」「カラータイマーを持たない」「変身時に巨大化するカットがない」など、他のウルトラ兄弟と異なる設定や描写が多い。額のビームランプがカラータイマー同様の機能を持つ。

### 容姿・スペック
容姿はウルトラマンとは大きく異なり、全身が赤く首周りから肩にかけてはプロテクターがある。頭部は西洋の甲冑をモチーフとしたデザインで、眼は六角形。なお、頭部にはウルトラマンと異なる形の耳も付いているが、『レオ』の序盤のみ付いていない。
巨大怪獣や宇宙人との戦闘では、身長40メートル・体重35,000トンまで巨大化する。また、伸縮自在で等身大での活動も多く、細菌サイズまでミクロ化することも可能。
テレパシーによる会話も可能であり、本編ではウルトラ警備隊の隊員と会話している。

### 劇中での経歴
星間侵略戦争が激化している中で地球も狙われていた矢先、宇宙軌道図作成の使命を担って恒点観測員340号として太陽系を訪れる。その際、地球が数々の侵略者から狙われていることを知り、地球を守ることを決意。友人を助けるために命を賭けた地球人・薩摩次郎の仲間を想う犠牲的精神に心を打たれ、次郎の姿をモデルに地球人「モロボシ・ダン」の姿に擬態してウルトラ警備隊に入隊し、数々の侵略者の魔の手から地球を守り続けた。
最終回（第49話）で一度は地球を去るが、その後も地球を守るために度々訪れており、ウルトラ兄弟の中で客演回数は最多である。
第2期ウルトラシリーズ最終作『ウルトラマンレオ』では、再び地球防衛の任務を帯びてモロボシ・ダンとして宇宙パトロール隊MACアジア支部の隊長となって活動。しかし、第1話で変身能力を失い、さらには第40話でのMAC全滅時に消息不明となったが、『メビウス』で生存が判明。
「平成ウルトラセブン」シリーズでは、第2期ウルトラシリーズ以降とは無関係の『セブン』本編と直結する独立した世界観であるため、セブンは恒点観測員のままである。
『ULTRASEVEN X』では、『SEVEN X』の世界を影で操ってAQUA PROJECTを利用して並行世界の侵攻も企んだ「支配者たち」の計画を阻止するため、『SEVEN X』の世界にやって来た。

#### モロボシ・ダン

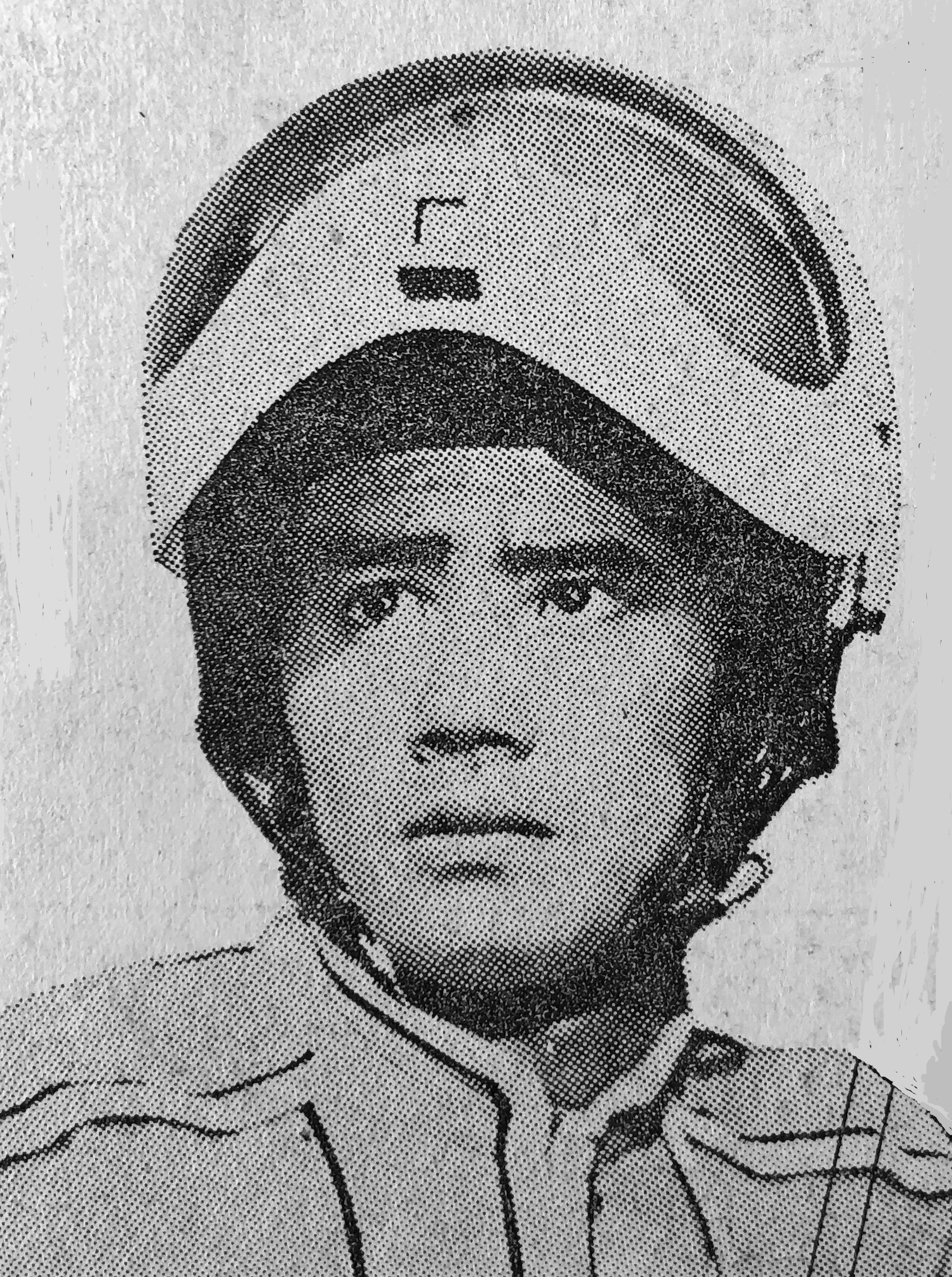
モロボシ・ダン

モロボシ・ダンは、ウルトラセブンが地球上で人間として過ごすための仮の姿である。
地球人の青年・薩摩次郎が仲間を助けるために自分のザイルを切って崖に転落したところを助けたセブンが、この勇敢な行動に心を打たれて彼の魂と姿をモデルにした。
地球ではダンの姿で過ごしており、セブンとしての能力が必要な場合は本来の姿に戻る。その際、グラス状のアイテムウルトラアイを着眼して変身。また、ダンの姿のままでも透視やテレパシー、ウルトラ念力など、ある程度の超能力を使用可能。
性格は温厚かつ誠実であり、当初はポインターを運転する19歳の少年（準隊員）という設定だった名残で子供っぽい言動を見せていた。一人称は基本的には「僕」だが、後のシリーズでは「私」か「俺」を用いることが多くなる。
地球の防衛チームではウルトラ警備隊では隊員を務め、MACでは過去の功績から隊長になっていた。
「平成セブン」シリーズでは、1998年の『ウルトラセブン誕生30周年記念3部作』や1999年の『ウルトラセブン1999最終章6部作』では、状況によって新ウルトラ警備隊員カザモリ・マサキの姿も借りるようになった。『3部作』では一時的に姿を借りたが、『6部作』では1年間に渡って姿を借りたため、正体がバレるような言動を控えてカザモリを演じた。
『SEVEN X』では「支配者たち」との戦いを終えて別世界の湖畔に帰還した際、帰りを待つアンヌの前にスーツ姿で現れた。

#### カザモリ・マサキ
カザモリ・マサキは、「平成セブン」シリーズで新たなウルトラセブンの人間体となった人物。
第3期ウルトラ警備隊の新米隊員で、若く直情的で実直なタイプの職務にも忠実な青年である。いざという時には自分を投げ出す勇気を持っており、ダンからミラクルマンと呼ばれた。「カザモリ君」と仲間から呼ばれるが、君呼ばわりされることを嫌っている。『30周年記念3部作』でダンと出会い、セブンがその姿を借りている間はカプセル怪獣用のウルトラカプセルに収容されている。『最終章6部作』でヴァルキューレ星人を倒すために自ら犠牲となり、ダンのウルトラカプセルで治療されていた。
『ウルトラセブン誕生35周年“EVOLUTION”5部作』でカプセルから解放されてセブンと別れた後、ウルトラ警備隊を退任して喪失感に明け暮れながら各地を旅していた。『30周年記念3部作』や『最終章6部作』とは異なり、言動が大人びている。ペガッサ星人（二代目）との遭遇を機に、ダンのウルトラカプセルの中で眠っている間に得たセブンの超能力や超感覚が覚醒し始めて事件に関わっていく。そして、自らの額に開眼した天眼から発した光と馬の首暗黒星雲に幽閉されていたセブンが変化したミュー粒子が融合して完全に一体化した。

#### ジン
ジンは、『SEVEN X』でULTRASEVEN Xとなった青年。ジンとはコードネームであり、本名は不明。
AQUA PROJECTの捜査中に負傷して湖に沈んだ並行世界の住人であるジンとエレアをウルトラセブンが助け、ジンの命を救うために一心同体となった。この時、『ウルトラマン』第1話でハヤタの前に現れたウルトラマンや、『ウルトラマン』第39話（最終回）でゼットンとの戦いの後に現れたゾフィー同様に赤い発光体の姿となっていた。
その代償としてジンは記憶を失い、セブン自身もその意思を封じられていた。ジンが変身したセブンはオリジナルのセブンとは外見が異なり、当初はセブンとの関係は不明だったが、最終回（第12話）で「向こう（従来の『セブン』）の世界」から「この（『SEVEN X』の）世界」にやって来たセブン本人であることが判明し、同話にてセブンと肉体を分離した。
ジンは「セブンが地球上で正体を隠す仮の姿」ではなく、『ウルトラマン』のハヤタ同様に「命を救うために一体化した現地の人間」である。

### 企画時

#### 『ウルトラセブン』
デザインは『ウルトラマン』に引き続いて成田亨によって行われた。当初から戦士として設定されていたため、戦闘性を表すために西洋の甲冑をベースとしたデザインが行われた。ウルトラマンを演じた古谷敏が八頭身の長身だったのに対し、ウルトラセブンを演じるスーツアクターの上西弘次は平均的な体型であり、足を長く見せるために頭部と肩にディテールを集中し、下半身は極力単純化してある。成田亨によるデザインでは当初、体色は青かったが、商品展開を行う玩具会社の意向とブルーバック合成の都合により赤い色に変更された。
企画時の番組タイトルは『ウルトラアイ』でスタートし、主役ヒーローの名は「レッドマン」とされた。その後、タイトルは『レッドマン』に変更されるが、『レッドマン』撮影開始後に、当時別進行で企画されていた『快獣ブースカ』の後継作品で7人の原始人が活躍するコメディ作品『ウルトラ・セブン』のタイトルが新ヒーローに譲られる形で『セブン』が誕生した。
『ウルトラマン』放映時に、宇宙冒険ものとして『宇宙基地NO.7』を経て『ウルトラ警備隊』という作品が企画されている。これは『セブン』に直接繋がる企画ではないものの、チーム名や宇宙ものとしての設定が部分的に引き継がれている。
企画の初期段階では、普段はウルトラ警備隊の運転手の諸星弾は、地球人とR星人の混血でレッドマンに変身する特殊能力を持つという設定だった。
企画時に、主人公をウルトラマンの息子の「ウルトラマンジュニア」と呼んだり、カプセル怪獣として『ウルトラQ』と『ウルトラマン』の怪獣を起用する案、企画時はバルタン星人、その後の同作の未発表作品「宇宙人15+怪獣35」でも多数旧作の怪獣の登場が検討されていた。第1話「姿なき挑戦者」の準備稿まではこの表記があり、セブンを見てアマギがウルトラマンと呼んでいる。
実際に制作された作品では主人公の故郷がM78星雲であること以外、『ウルトラQ』や『ウルトラマン』との接点はないが、『セブン』第1話のウルトラ警備隊の基地内部にはゼットン星人の円盤がオブジェとして飾られていた。さらに、放送当時に連載された桑田次郎の漫画版『セブン』ではウルトラマンに導かれてセブンが地球を訪れる描写がある。
初期は、セブンは左利きという設定であった。
第14・15話でセブンに入った菊池英一は、アイスラッガーやワイドショットなどの技のポーズのみを教えられていたため、菊池が元々やっていた空手を基に左手をパーに、右手をグーにして構えたファイティングポーズとなり、後年の『帰ってきたウルトラマン』でも同様のポーズをしている。

#### 『ウルトラマンレオ』
企画当初、MAC隊長は「川上鉄太郎」という名前の地球人であり、ゲン（企画時の名は「おおとりレオ」）の正体を知った川上がゲン＝レオを鍛え、そして協力するという設定で、製作側では当初から川上役にはテレビドラマ『美しきチャレンジャー』で鬼コーチ役を演じた森次晃嗣を起用する予定だった。しかし、森次がウルトラシリーズでダン以外の役を演じることに異を唱えて出演を逡巡し、制作側は隊長をダンに変更して再び依頼した結果、森次も承諾した。なお、「ゲンを鍛える鬼隊長」という川上の人物設定は、実際に採用された本作品でのダンのキャラクターに反映されており、本作品でのダンの厳しさは製作側の設定や森次の希望が融合した産物と言える。
また、川上について企画書では「怪獣との戦いで変身できなくなったセブンは川上哲太郎と名乗り、最終回までレオに正体を明かさないことになっていた」と記載されており、ダンと同一人物との構想だった。
森次は「自分の我が儘のせいでレオを弱く見せてしまったのかもしれない」と発言したこともある。これらのこともあってか、かつて『週刊プレイボーイ』のインタビューで「レオの話はあまりしたくない」と発言していた。しかし、2000年代後半には自著やインタビューなどで「ダン隊長はレオ＝ゲンに厳しかったが、同時に愛情をもって鍛えていたことも見て欲しい」と語っており、より肯定的なコメントが増えている。

#### 『ULTRASEVEN X』
ULTRASEVEN Xのデザインは、平成ウルトラ作品の怪獣を手がけていた酉澤安施が担当している。ヒーローのデザインを初めて担当した酉澤は、セブンはウルトラマンと比べて平均的な体型であるため、力強さが足りないと幼少時より感じていた。そこで、「初代ウルトラマンの力強さを持ったセブン」もしくは「最強のセブン」をイメージしてSEVEN Xをデザインしたとコメントしている。また、セブンとSEVEN Xの姿が異なっている理由は作中で語られていない。

### ネーミング
『ウルトラマンA』は当初の名前は「ウルトラA（エース）」だったが、商標の問題によって放送開始直前に現名称であるウルトラマンエースに変更となっている。このヒーロー命名にまつわるトラブルにより、主役ウルトラヒーローの名前は「ウルトラマン○○○」というパターンで命名されることになった。『ウルトラマンマックス』も、 当初は「ウルトラゼノン」という名称だった。
作中の設定としては、第1話冒頭時点でウルトラ警備隊は5名構成だったが、クール星人来襲時に活躍したダンを6番目の隊員として迎え、そしてピンチを救った「謎の巨人」を、ウルトラ警備隊の7番目の隊員として「ウルトラセブン」と命名したことになっている。ただし、第1話の脚本には執筆されていたものの、実際のセリフとしてはカットされたため、裏設定的なものとなっている。このため、劇中では「ウルトラセブン」の名は第2話「緑の恐怖」でセブンに対して「ウルトラセブン」と呼称するアンヌのシーンが初出となる。

## ウルトラセブンを演じた人物
『ウルトラファイト』『新世紀2003ウルトラマン伝説 THE KING'S JUBILEE』『ウルトラギャラクシー大怪獣バトル NEVER ENDING ODYSSEY』『ウルトラマンギンガ 劇場スペシャル ウルトラ怪獣☆ヒーロー大乱戦!』では俳優・声優の出演なし。

### 俳優
森次晃嗣
- 『ウルトラセブン』
- 『帰ってきたウルトラマン』第38話
- 『ウルトラマンタロウ』
- 『ウルトラマンレオ』第1 - 40話
- 『ウルトラセブン 地球星人の大地』
- 『ウルトラマンメビウス』
- 『ウルトラマンメビウス&ウルトラ兄弟』
- 『ULTRASEVEN X』最終話
- 『大決戦!超ウルトラ8兄弟』
- 『大怪獣バトル ウルトラ銀河伝説 THE MOVIE』
- 『ウルトラマンサーガ』
- 『劇場版 ウルトラマンオーブ 絆の力、おかりします!』

山﨑勝之
- 『ウルトラセブン誕生30周年記念3部作』
- 『ウルトラセブン1999最終章6部作』
- 『ウルトラセブン誕生35周年“EVOLUTION”5部作』

与座重理久
- 『ULTRASEVEN X』

野村宏伸
- 『ウルトラマンギンガ』

### 声優
森次晃嗣
- 『ウルトラセブン 太陽エネルギー作戦』
- 『ウルトラマンメビウス外伝 ゴーストリバース』
- 『ウルトラマンゼロ THE MOVIE 超決戦!ベリアル銀河帝国』
- 『ウルトラマンゼロ外伝 キラー ザ ビートスター』
- 『新ウルトラマン列伝』第1話
- 『ウルトラファイトオーブ』
- 『ウルトラマンジード』第1話

村越伊知郎
- 『帰ってきたウルトラマン』第18話

池水通洋
- 『ウルトラマンA』第13・39・44話

阪脩
- 『ウルトラマンA』第31話

中川謙二
- 『ウルトラマンレオ』最終話

小滝進
- 『ウルトラマンZOFFY ウルトラの戦士VS大怪獣軍団』

松田重治
- 『ウルトラマン物語』

梅津秀行
- 『ウルトラマングラフィティ おいでよ!ウルトラの国』

菅谷政子
- 『ウルトラマンキッズ 母をたずねて3000万光年』

関俊彦
- 『ウルトラマン超闘士激伝』

三浦祥朗
- 『ウルトラマンボーイのウルころ』

東地宏樹
- 『ウルトラギャラクシーファイト 運命の衝突』

### スーツアクター
※出典が確認できたもののみ記載。
上西弘次
- 『ウルトラセブン』第1 - 13・16 - 最終話

菊池英一
- 『ウルトラセブン』第14・15話

姫野昭児
- 『ウルトラファイト』新撮部分

望月武郎
- 『帰ってきたウルトラマン』第18・38話

二家本辰巳
- 『ウルトラマンレオ』第1話

高橋和司
- 『ウルトラセブン 太陽エネルギー作戦』
- 『ウルトラセブン 地球星人の大地』

大滝明利
- 『ウルトラセブン 太陽エネルギー作戦』

岡野弘之
- 『ウルトラセブン 地球星人の大地』
- 『ウルトラセブン1999最終章6部作』

北岡久貴
- 『ウルトラセブン誕生30周年記念3部作』
- 『ウルトラセブン1999最終章6部作』

山本諭
- 『ウルトラセブン誕生35周年“EVOLUTION”5部作』
- 『大決戦!超ウルトラ8兄弟』

新上博巳
- 『ULTRASEVEN X』

安田聖一
- 『ウルトラマン物語』

永田朋裕
- 『新世紀2003ウルトラマン伝説 THE KING'S JUBILEE』

渡辺勝彦
- 『ウルトラマンメビウス&ウルトラ兄弟』

岩上弘数
- 『大怪獣バトル ウルトラ銀河伝説 THE MOVIE』

## データ
プロフィールは劇中では明らかにされていないが、雑誌記事などで詳細に設定されている。
- 弱点：寒さ

須賀川市に設置されたウルトラセブンの像。エメリウム光線のポーズをとっている。

- 職業：宇宙警備隊恒点観測員340号。地球より帰還後は宇宙警備隊太陽系支部長、2度目の帰還後は1986年のUキラーザウルス戦まで宇宙警備隊の筆頭教官を務めていた。
- 趣味：水泳[40]
- 家族・親族
  - 父：宇宙警備隊・勇士司令部前部長
  - 母：セブンの幼少時に死去
  - 兄：宇宙警備隊・勇士司令部現部長
  - 姉：母親代わりにセブンを育てた
  - 妻：宇宙科学技術庁科学者
  - 息子：ウルトラマンゼロ
  - 従弟：ウルトラマンタロウ
  - 上記の家族設定は1970年代にウルトラ兄弟の設定が詳細に決まる中で修正され、兄の存在が消滅し、父が現在も勇士司令部部長を務めていると改められ、亡母がウルトラの母の姉であり、ウルトラマンタロウの従兄であるという設定も付け加えられている[注釈 10]。また、ウルトラマンAは孤児でウルトラの母に育てられたため、セブンはAの義理の従兄という設定にもなっている。

### ウルトラアイ
ダンがセブンに変身するための変身道具。赤いグラスの形状で、これを着眼するとセブンに変身する。設定では空気中の光エネルギーを集める器具としている。
これがなければセブンの状態になれないため、しばしばダンの正体を知る侵略宇宙人にウルトラアイを盗まれてしまい、変身できなくなるエピソードが登場した。作中で、ピット星人・ゴドラ星人・マゼラン星人マヤなどに都合三度盗まれるだけでなく、落として紛失したり、忘れてくるなどの描写がある。
『レオ』第1話でマグマ星人らに敗北し、ダンがおおとりゲンの目の前で手にした時に火を噴きながら破損。溶けたウルトラアイはダンがずっと所持しており、放映当時の学年誌では「材料の『アイ原石』を採掘してから、唯一設計図を持っているウルトラの父に頼めば直してもらえる」と解説されていた。その後、第34話で新マン(ジャック)の手で光の国に持ち帰られて修理に出されたとされたが、第40話でMAC本部が円盤生物シルバーブルーメに襲撃され全滅した際にダンも行方不明となり、そのまま最終回まで再登場しなかった。
内山まもるの漫画版でもマグマ星人戦で変身不能になり、新マン(ジャック)に持ち帰られる展開は同じだが、シルバーブルーメ戦ではレオは修復されたウルトラアイをウルトラ兄弟から託される。それを渡されたダンは残る力を振り絞ってセブンへの変身を敢行し、MAC地上基地の大型ミサイルを担いでシルバーブルーメに特攻し、テレビ本編とは異なり本当に死亡する。
「平成セブン」では、セブン＝ダンがカザモリの姿のまま、後にセブンと合体したカザモリもウルトラアイで変身するシーンが描かれている。
『SEVEN X』でもウルトラアイを装着して変身するが、形状はウルトラセブンのウルトラアイと異なる。
『ウルトラ8兄弟』では別次元のダンが自らをセブンだと気が付いた際に、ダンの手元に出現している。

### 変身方法
「デュワ!」の掛け声とともにウルトラアイを装着すると、頭部から順に変身する。
装着方法は隊員服の胸ポケットから右手の指で摘んで取り出したウルトラアイを目に当てるパターンが多いが、放送初期はまだそのスタイルが確立されておらず、第1話ではダンが両手を広げてジャンプをするとどこからともなく飛んできて直接装着されており、その他にもウルトラアイを覆い隠すように持った右掌を顔に当てて装着したり（第2話・第3話）、両腕を交差すると顔にウルトラアイが突然出現したり（第5話）といった変則的なパターンがある。第18話ではベル星人の疑似空間の中で怪音波を受けて苦しむダンが地面を転がりながら両腕を顔の前に交差して広げると、テレポーテーションしながらセブンに変身したが、ウルトラアイの装着は画面では確認できない。
手で持って装着する必要もないらしく、第17話でユートムに拉致された際は、隊員服のベルトバックルに仕込まれた誘導装置を押すことで、手の届かないところに置いてあったウルトラアイを浮遊させ、引き寄せて変身している。第48話ではセブンの体調が限界であるとのセブン上司の警告を思い出しウルトラアイを地面に投げ捨てて変身を思いとどまったが、結局地面に落ちたウルトラアイに倒れこむようにして変身している。
「平成セブン」では渦巻き状の光がウルトラアイから発生し、変身完了時には全身が発光する。

### 身体特徴
ビームランプ
眉間の上、額にある、エネルギー減少を知らせるランプ。点滅の描写は第11話の時点で既に見られる。
当初は活動限界が設定されていなかったが、第25話で「ポール星人の寒波攻撃の後遺症で元のエネルギー量を回復できず、活動時間が制限されるようになった」という設定のもと、以後は他のウルトラマンのカラータイマーほどの頻度はないものの、点滅する場面が現れるようになる。この弱点を突かれてガッツ星人に敗れ、囚われてしまったことがある。『ウルトラマンA』において、ゴルゴダ星で十字架に磔にされたり、ヒッポリト星人のヒッポリトタールに浴びせられた際は、なぜか点滅しなかった。
カラータイマーがない理由については後年に「カラータイマーは地球に長期滞在する際に手術で取り付けられるものであり、恒点観測員のセブンには本来必要のないものだったため、ビームランプがその代わりを務めている」という設定が付加された。
カラータイマーと異なり点滅時に赤色にはならない。
- 元々額のビームランプは、デザイナーである成田亨が『ウルトラマン』制作時、デザインの時点では存在していなかったカラータイマーが現場で勝手につけられ（ウルトラマン#変身時間参照）、それが公式となったことへの反発と今後の予防策として、あらかじめデザインに組み込んだものである。

プロテクター（エネルギー吸収板）
胸部の上部にある鎧状のプロテクターは、受けた太陽光を活動エネルギーに変換するための仕組みと設定されている。第40話では、太陽エネルギー吸収の際に四角い穴の1つ1つが点滅する描写がある。

#### 光線技
サロメ星人に自白装置にかけられたダンが告白した「M2SH3GWAB1」元素は、エメリウム光線に限らずセブンが使うあらゆる光線技（ウルトラビーム）の構成元素の元素記号（無論、架空の記号）である。
エメリウム光線
額にあるエネルギー放出器官のビームランプから発射するエメリウムエネルギーを秘め、超高熱を帯びた破壊光線。熱線や反磁力線などの光線の種類と、ビームランプの上で両手の指2本をクロスするポーズと胸部の前で左手を開いて構え、右手は握るポーズなど発射ポーズは数種類ある。アイスラッガーと並ぶセブンの代表的な技である。
威力を調整でき、第43話で第4惑星の地球攻撃ロケット群を破壊した弾丸のようにエネルギーを連続発射するラピッド光線（エメリウム連続発射）や、第24話でカナン星人に操られたカプセル怪獣ウインダムのレーザーショットを相殺した腕を組んで発射する無力化光線、同話でウインダムの電子頭脳を元に戻したエメリウム覚醒光線（覚醒光線）、『ウルトラマンA』第31話登場時にバクタリを元のバクに戻したエメリウム還元光線というバリエーションもある。『ウルトラマンメビウス』では、メビウスのメビュームシュートと組み合わせてグローザムに重傷を負わせ、GUYSのマクスウェル・トルネードで止めを刺させるチャンスを与えた。また、ビラ星人に操られていたユシマ博士を気絶させるといった使い方もある。パンドンとの戦いでも使ったが、体力の消耗やエネルギー不足のため光線が届かなかった。『ウルトラマンA』登場時にエースキラーに能力を奪われたことがある。
本編では発射ポーズの違いで光線のエフェクトが描き分けられていたが、後年の客演ではどちらのポーズでも緑色の光線で統一されている。
本編中（『セブン』第39話冒頭）ではガッツ星人がウルトラセブンの技を調べる際、この光線技を出す場面では「ウルトラビーム」と説明しているが、少し先のアイスラッガー使用場面では「エメリウム光線と共にセブンの万能武器の一つ」としている。
「エメリウム光線」と「ウルトラビーム」の関係は企画書によればエメリウム光線が「胸元で腕を水平に構えた後にアイスラッガーから放つ光線技、ウルトラビームが「額に指を添えてビームランプから放つ光線技」として区別されていた。しかし、実際の撮影が始まるとアイスラッガーによる光線技そのものの存在が無くなり、代わりにウルトラビームが「エメリウム光線」という名前に代わる形に落ち着いたという（2種類の発射ポーズは企画段階の名残りである。）
ワイドショット
左腕を立てた右腕の右肘に添えてL字型に組んで右手刀部から右前腕部にかけた部分から発射される多くのエネルギーを使う破壊光線。セブンの技の中で一番の破壊力を持つ。全身の光線エネルギーを集中し、両腕に貯め発射される。右肘から右の手刀部までの広い領域から放射されるため、ワイドショットと名づけられた。書籍によっては宇宙一強力な武器とさえ書かれたほどだが、大量のエネルギーを消費するため使用頻度は少なく、エネルギー消耗時には使用できない。アイスラッガーやエメリウム光線の通じないアイロス星人を倒す際に初めて使われた。
第47話ではフック星人に三方向に分かれるスリーワイドショット（別名：電磁ワイドショット）を使い、3人まとめて倒した。『ウルトラセブン誕生30周年記念3部作』では限界以上に胸部のエネルギー吸収板から取り込んだ太陽エネルギーを加えて放つ従来の数倍の威力を持つ強化版のネオ・ワイドショットを使ったこともあり、ワイドショットの通じないサルファスを倒している。内山まもるの漫画『ウルトラ戦士 銀河大戦争』では強化版のグランドワイドショットを使用しており、全身から発射する光線でジュダにダメージを与えている。『ULTRASEVEN X』では途中で光線を複数に分裂させ、敵を囲い込む形で命中させたこともある。
ワイドショットでも倒せなかった敵は昭和版ではガッツ星人、平成版ではサルファス、『ウルトラマンメビウス&ウルトラ兄弟』のガッツ星人。平成版のキングジョーIIは体を分離することでワイドショットを避けている。
- 『ウルトラファイト』では、当時まだワイドショットという名前が決まっていなかったため、再編集話ではウルトラビーム、新撮編では怪電波と呼ばれている。

ウルトラショット
ビームランプに指先をあててエネルギーを右手先に移して、手先からピンポイントで発射される針状の破壊光弾。掌を重ねて撃つと連射が可能。片手撃ちは恐竜戦車の足元に落ちている高性能火薬スパイナーを誘爆させて恐竜戦車を倒した。両手撃ちはペガ星人の円盤との戦いで使ったが、ダメージを与えるには至らなかった。
ハンディショット
片腕をL字型に曲げて手の側面から連続で発射するカッター状のエネルギー光弾。左右どちらからでも発射可能。第40話で使用し、ガッツ星人の円盤群を撃ち落とした。
ウェッジ光線（ハンドスラッシュ）
手刀を振るって右手の先から発射し、敵に突き刺すくさび形ショックナイフ。『セブン』第4話では等身大のゴドラ星人を倒し、『ウルトラセブン 太陽エネルギー作戦』ではピット星人を倒した。『ウルトラセブン1999最終章6部作』ではヴァルキューレ星人に使っている。
シェイクハンド光線（シェイクハンド）
別名：ナックルビーム。右手を左手に被せるように重ね合わせて左手先から放つ破壊光線。第39話ではガッツ星人に放ったが回避され、逆に跳ね返され自分が喰らってしまった。『地球星人の大地』では等身大戦で使用し、メトロン星人を一人倒している。
ストップ光線
前方で両腕先を合わせて発射する念力光線の一種の麻痺光線。第5話でビラ星人に使った光線が断続的に発射されるタイプと、第16話でアンノンに使ったリング状の光線を筒のように発射されるタイプがある。前者はウルトラビームとも呼ばれる。
アイビーム
目から発射する破壊光線。第16話で使用し、アンノンの光線を相殺した。
ウルトラスパイラルビーム（ウルトラリング光線）
両手の掌を合わせて両腕から発射する、リング状に伸びる光線。第18話で使用し、飛行するベル星人を撃墜した。
チェーンビーム
腕を十字型に組んで発射する数本の鎖状の高電圧の電撃ビーム。敵を痺れさせる。ウルトラマンのスペシウム光線の構えに似るが、右腕が少し傾いている。第29話で使用し、プロテ星人に使ったが、すぐに破られた。
ハンドビーム
敵に向けて片手をかざして、右手の中指と人差し指を伸ばして発射する速射エネルギー光線。第23話ではシャドー星人の円盤を破壊した。第34話でシャドウマンによって縮小されてコップの中に閉じ込められた時にも使い、部屋内で爆発を起こしてウルトラ警備隊を呼び寄せてコップから脱出した。
ラインビーム
指先から放つ、敵を牽引するロープ状の緑色の爆発力の高いエネルギービーム。第46話でにせウルトラセブンに使ったが、敵も同じラインビームで反撃してきた。
手裏剣光線
素早く手刀を振るって、高速で飛ばす手裏剣のように連射可能な破壊光弾。第44話でゴーロン星人を疲弊させ、エメリウム光線での撃破に貢献した。
ブレーク光線
両手指先から放つ破壊光線。第40話で使用し、ガッツ星人の十字架を破壊した。
ダブルビーム
両手先から発射する破壊光線。長時間持続して発射することが可能で、広い面積を焼き払うことに適している。第43話で使用し、第4惑星の地球攻撃ロケット群を破壊した。
ウルトラカプセル光線
『ウルトラマンA』第44話出演時にオニデビルの毒に冒されたAの力を回復する治療用カプセルを生み出した。
リュウ弾ショット
『地球星人の大地』で使った、両手の拳を揃えて前に突き出して放つ高エネルギーの黄色い破壊光弾。光線を砲弾状に収束しており、小さいがメトロン星人を倒す高い爆発力がある。
パーフェクトフリーザー
『ウルトラセブン誕生30周年記念3部作』で使った左手掌から放つ超低温ビーム。爆発と共に超低温の冷気を発生させ、強制的に細胞の分子運動を停止させて絶対零度まで下げる。バンデラスを凍らせた。
トルネードビーム
『ウルトラセブン誕生30周年記念3部作』で使った、竜巻状のエネルギー波を発生させる特殊光線。大気中に散布されたヴァリエル星人の花粉を集めて異次元へ吹き飛ばし、空気を浄化した。
ウルトラクロスアタッカー
『ウルトラセブン誕生35周年“EVOLUTION”5部作』で使った必殺技。光線エネルギーを体の前で固めて十字形の光のカッターを作り出して、ウルトラ念力で突き出すように放ち、相手を切り裂く。ネオパンドンを倒した。
スペシウム光線
『新世紀ウルトラマン伝説』で登場ウルトラマン全員が放った光線。ウルトラ戦士はスペシウム光線を会得してからそれぞれの技に発展させているとされる。

#### 念力技
アイスラッガー
ウルトラセブンが頭部に装着している宇宙ブーメラン。脳波（ウルトラ念力）でコントロールすることができ、飛ばすと白熱化して敵を切り裂き、反転しながら頭部に戻ってくる。手持ちナイフとしても使える（常に逆手持ち）。切断だけでなく、イカルス星人に対しては胴体を貫通させたり、ダンに化けたゴドラ星人やペガッサ星人に対してはぶつけるだけだったりと、威力を調整できる。最終話では、改造パンドンに受け止められたが、これを投げ返されるうちに念力で反転させてとどめを刺した。
セブンの技では前述のワイドショットが最も強力なものとされるが、雑誌などの設定ではアイスラッガーを「セブンの最強武器」としている例が少なくない。ほとんどの敵を切り裂くことができるが、キングジョーのように効かなかった敵も存在する。キングジョーIIを倒す際に、何度もぶつけたことにより先端が欠けてしまうという描写も見られた（後のエピソードでは修復している）。
- 固定されていたアイスラッガーが壊れて外れた時にスタッフが放り投げたのを見て、満田かずほがブーメランとしての使用をひらめいたことから誕生したものである。上部には、ピアノ線での操演のための穴がある。
- 「アイ」とついているのは企画時のタイトルが『ウルトラ・アイ』とされていた時の名残り。正式な表記は「アイ・スラッガー」 (Eye Slugger)。当時は「アイス・ラッガー」と誤認されることが多かった。名称の考案者はセブンの武器設定を担当した脚本家の藤川桂介。
- アイスラッガーの大きさは、セブンが最大時（40メートル）で、全長7.77メートルと設定されている。ウルトラマンフェスティバル2007にて実物大のアイスラッガーが展示された際に公表された。その後、この実物大展示物は愛知県にあるショッピングモール「エアポートウォーク名古屋」内に展示されている。
- 2017年3月29日から同年4月18日まで、円谷プロの許可を得た呉竹の制作による書道用の墨「呉竹精昇堂謹製 アイスラッガー墨」が、M78星雲にちなんだ78丁限定で髙島屋日本橋店など大型6店にて販売された後、同社のオンラインストアにて販売されている。『セブン』を見て育った同社の文具担当バイヤーは、放送開始50年記念に合わせて企画し、限定商品で商いのある呉竹に依頼したという。

その他の作品
- 内山まもるの漫画版『ウルトラマンレオ』（『小学二年生』連載）では、シルバーブルーメに特攻死したセブンの意志を継いだレオが、遺品のアイスラッガーを獲物とした新技「アイスラッガーダイナマイト・カット」でシルバーブルーメを真っ二つにするオリジナル技を使用しており、最終回でもブラック司令官にアイスラッガーを投擲してとどめを刺している。
- 『ウルトラギャラクシー大怪獣バトル NEVER ENDING ODYSSEY』では、セブンがアーマードダークネスに封じた後、レイが所持することになり、レイオニックバーストモードと化したレイモンを2度に渡ってレイに戻し、レイをアーマードダークネスに導いた。
- 『大怪獣バトル ウルトラ銀河伝説 THE MOVIE』では、K76星にいるゼロたちに危機を伝えるために一種のメッセンジャーとして使用されている。

後年での扱いについて
『ウルトラマンメビウス』や『ULTRASEVEN X』では、白熱化ではなくブーメランのように回転させながら使用されている（『ウルトラマンメビウス&ウルトラ兄弟』では白熱化版も使用されている）。さらに、『ULTRASEVEN X』ではジンの記憶覚醒前はすべて鈍器のような扱いで一度も相手を切りつけていなかったが、記憶覚醒後は切断技として使用されている。その後、どの作品でも完全な切断技として用いられることはなくなっているが、これはそれまでの作品で使えた四肢切断やグロテスクな表現が禁じられ、「角・尻尾・トゲなら壊して良し」というルールが定められたことによる。そのため、敵がロボットの場合のみ「生き物ではないから切断しても良い」との理由から、完全な切断技として用いられている。
ウルトラノック戦法
アイスラッガーを自分の手前に空中で静止させて両手を握手するように組み、そのまま腕を後ろに引き前に突き出すと同時にアイスラッガーにハンディショットを当て、アイスラッガーの威力を数倍にまで高めた複合技。第40話ではガッツ星人の母船を破壊し、『ウルトラセブン1999最終章6部作』ではキングジョーIIの体の1箇所をアイスラッガーで4回連続攻撃してからウルトラノック戦法で倒した。
ウルトラ念力
アイスラッガーを操るセブンは強力な念力波を体得しており、敵を投げ飛ばすことはもちろん、黒雲を払って天候を変化させることも可能。第16話ではストップ光線で動きを止めたアンノンを持ち上げ、第20話ではギラドラスをアイスラッガーで倒した後、ギラドラスが発生させた暗雲を追い払った。第25話ではガンダーを投げ飛ばした。第31話ではカオリの体内で使い、行く手を阻む白血球を反転させた。
イカルス星人に対しては、ウルトラ念力の1つウルトラサイコキネシスを使い、投げ飛ばして岩山にぶつけてとどめをさした。映画『ウルトラマン物語』では、その発展型の念力ショットという念力で対象物を爆発させるという技が対ボーグ星人戦で使われた。映像はテレビ第27話、セブンが身体に仕掛けられている爆弾の存在をボーグ星人に教えられ、投げつけるシーンの流用。
『ウルトラマンレオ』では、変身できなくなったダンに残された能力であり、全身から放射した強い念力で、一定の時間怪獣の動きを封じるほどの力を持つが、体力を著しく消耗し、自らの寿命を縮めてしまう。『大怪獣バトル ウルトラ銀河伝説 THE MOVIE』でも使用されている。

#### 物理技
ウルトラパンチ
接近戦での基本的な攻撃技の一つ。状況や相手によって様々なパンチを繰り出しており、襲撃してきたシャドー星人の宇宙船に強烈な一撃を加えて飛行不能にしたこともある。
ウルトラキック
ダイナマイト2千発分の威力を持つとされる強力なキック。ジャンプを伴ってのキックの他、ストレートキックや回し蹴りなどのバリエーションを持つ。アンノン、ベル星人戦などでは挑みかかってきた相手にキックを放って出鼻をくじいた。
ウルトラチョップ
手先にパワーを集中させて放つ強力な手刀で、テペトに見舞った他、恐竜戦車の背中に乗って頭部に連打を繰り出した。両手でダブルチョップを繰り出すこともある。
ウルトラエルボー
『ULTRASEVEN X』で使用した技。ひじに体内のパワーを集中させ、頭部などに打ち降ろす技で、受けた相手の骨は粉々に砕かれる。ボーダ星人戦で、頭部に二度繰り出し、効果的にダメージを与えた。
背負い投げ
相手の懐に入って頭部と首を抱えて投げ飛ばし、地面に叩きつける技。エレキング、ギラドラス、アロンといった怪獣相手に用いた。フック星人戦では、背後から襲ってきたところを投げ飛ばしてダメージを与えている。改造パンドンにも使用したが体力を消耗していたため投げ飛ばせなかった。
ウルトラスウィング
相手の体を振り回して投げ飛ばす豪快な技。第3話ではエレキングの長い尻尾を掴み勢いをつけて振り回し、地面に叩きつけた。
ローリングスパーク
体を空中で回転させながら、全身から破壊エネルギーを放射して包み込み敵に体当たりする。第21話で使用し、アイアンロックスに鎖で捕らえられた際に使い、敵にダメージを与えると同時に鎖を破壊した。
ボディ風車
ボディを空中で高速横回転させてエネルギーの渦を発生させ、風車となって敵に体当たりする。第46話で使用し、にせウルトラセブンを倒した。
ウルトラパワー
文字通り最大限にパワーを放出して怪力でねじ伏せる技。第11話で体に巻きついたナースを両腕の力でバラバラに引きちぎった他、第26話ではギエロン星獣の片翼を引き裂いて大ダメージを与えた。
脳天逆落とし
敵を放り投げ、頭から地上に激突させる技。第19話でバド星人を倒した他、第18話ではベル星人にも使ったが、沼に落ちて衝撃が無くなり無効だった。
ウルトラバックブリーカー
映画『ウルトラマンZOFFY ウルトラの戦士VS大怪獣軍団』で使用した必殺技。敵を後ろから抱え込み、爆発させる技。キングジョーを倒した。
映像は『ウルトラセブン』第15話で、セブンがキングジョーを羽交い絞めにし、ウルトラ警備隊がライトンR30爆弾でキングジョーを爆砕したシーンの流用。
スライスハンド（本編未使用）
上記のように、本来はジャックに伝授するシーンがあった。
シャイニング・ウィザード
『ウルトラセブン誕生35周年“EVOLUTION”5部作』EPISODE：5でガルト星人に使用。

#### その他の能力
ミクロ化能力（ミクロ化戦法、ミクロ化）
他の生物の体内や機械などの中に入る時に使用される身体縮小能力。ダリーの回に使われたのが代表的。これの応用技として、ミクロ化してウルトラ警備隊のエレクトロHガンに侵入して弾丸に紛れて飛び出し、巨大化しながら敵に体当たりするステップショット戦法があり、第38話でアイスラッガーの通じないクレージーゴンを倒した。
ボディスパーク
体内のエネルギーをスパークさせて、全身から閃光を放つ。第47話で使用し、光に弱いフック星人を気絶させスリーワイドショットに繋げた。
ウルトラバブル
掌を合わせて放射する特殊な泡。一部の書籍では白血球とも記載されている。第31話で使用し、ダリーを泡に包んで消滅させた。
ウルトラ水流
『ウルトラセブン誕生30周年記念3部作』で使った消火用の技。左手を右手に添えて、高圧水流を両手指先から放射する。
ウルトラバリヤー
広げた両手からエネルギーを放射してボディ前面に生成した光の壁（電磁障壁）で敵の攻撃を防ぐ。状況に応じて大きさと形を変化させる。第5話ではカーテン状のバリアでビラ星人の光線を防ぎ、第16話では小型の四角いバリアでアンノンの火花を防ぎ、『地球星人の大地』では大型の四角い壁でメトロン星人の光線を防いだ。『大怪獣バトル ウルトラ銀河伝説 THE MOVIE』では、ウルトラの星の氷結から逃れる際にウルトラマンと共に使用した。
ウルトラVバリヤー
両腕をV字に組んで相手の攻撃を防ぐ。カナン星人の宇宙船やペガ星人の円盤が放つ光線を防いだ。
テレポーテーション
両手からエネルギーを出し一瞬で空間移動する。第19話ではバド星人の円盤から宮部博士を連れて宮部宅へ移動した。第29話ではスパイ衛星を持ち去ったプロテ星人の円盤から衛星を奪還するために使った。
スライドイン
第19話で使用した鏡をすり抜ける能力。鏡の中に作られたバド星人の異次元基地に侵入した。
透視能力（透視光線）
両眼から特殊光を放射し姿を消した敵を探し出したり、厚い壁の向こう側を透視する。プロテ星人、テペト、アロンに使用。変身前でも使えるがワイアール星から産出される金属・チルソイトだけはこの透視能力をもってしても中を見通すことはできなかった他、ポール星人とガンダーが発生させた異常寒波の中でも使ったが視界が悪く完全に見通せなかった。
『ウルトラマンレオ』では、変身できなくなったダンに残された能力であり、宇宙人の変身を見破ったり、体を透視した。
飛行能力
ウルトラ戦士共通の能力であるが、セブンの推進力は他のウルトラマンよりも強く、太陽の至近距離でも自由に動ける他、引力圏に引き込まれて墜落しかけたジャックを抱えて安全圏まで運んだこともある。
テレパシー能力
思念により会話を行う。他の宇宙人やウルトラ戦士との会話の他、ガッツ星人に磔にされた際はテレパシー通信でウルトラ警備隊に救出方法を連絡した。変身前でも使える。
ダンに戻る能力
両腕をクロスさせてダンの姿に戻る。等身大の場合は右手を目に当て変身解除する。
変身能力
相手の特徴を一瞬で捉えて完璧になり替わることができる。
異世界人への憑依
『ULTRASEVEN X』の世界で行動するため、その世界の人間ジンに融合した。ただしセブンとジンの2人ともが記憶喪失となり、記憶が覚醒するまで実力が発揮できない、セブン（M78星雲人）に変身するのにもウルトラアイを使う。
ウルトラインパルス
『ULTRASEVEN X』で、敵の隙を突いて、エネルギーを込めた掌底を高速で打ち込んだ技。すさまじい威力のため、敵に命中する瞬間には衝撃波が生じる。マーキンド星人を吹き飛ばした。

#### 他のウルトラ戦士との合体技
ウルトラの星作戦
『帰ってきたウルトラマン』第38話出演時に使った初代ウルトラマンとの合体技。ウルトラマンジャックを救出するために使用した、処刑台に磔にされたジャックに対して、2人が空中でクロスするかのように飛ぶと、エネルギー域が生み出され、処刑台の拘束帯が破壊されると同時に、瀕死状態のジャックにエネルギーが与えられ復活する。
ダブル光線（W光線）
他のウルトラマンの光線とエメリウム光線を同時に発射する技。
『帰ってきたウルトラマン』第38話ではウルトラマンのスペシウム光線と同時にエメリウム光線を発射して、ナックル星人の宇宙船2機を破壊した。
『ウルトラマンタロウ』第34話ではウルトラマンジャックのスペシウム光線と同時にエメリウム光線を発射するが、テンペラー星人には通用しなかった。
ウルトラチャージ
Aにウルトラ4兄弟が自らの活動エネルギーをチャージする際に使用した技。
必殺光線一斉発射
『ウルトラマンタロウ』第34話でゾフィー、ウルトラマン、ジャック、Aと共に放った光線。テンペラー星人の宇宙船に向かって、それぞれの必殺光線を一斉に発射することで、大爆発させた。『ウルトラマン物語』ではグランドキングに放ったが効かなかった。
映画『ウルトラマンメビウス&ウルトラ兄弟』では、マン・ジャック・エースとの合同で使用。月面でのUキラーザウルスとの戦いでは、一点に集中することで威力を増している。
映画『ウルトラマンゼロ THE MOVIE 超決戦!ベリアル銀河帝国』ではダークロプスの大群を倒した。
5兄弟リフター
『ウルトラマンタロウ』第34話でウルトラ5兄弟がテンペラー星人を空中に放り投げる際に使用する技。
トリプルスピンビーム
映画『ウルトラ6兄弟VS怪獣軍団』で使った、初代マン、セブン、タロウの3人による合体技。「トリプルスピンビーム！」と叫び、肩を組んで回転しながら、敵のエネルギーを中和させるアンチエネルギー波を放つ。怪獣帝王ゴモラのキャッチビームを無力化した。
ウルトラフラッシャー
「ウルトラフラッシャー!」と叫び、初代マンのスペシウム光線、セブンのエメリウム光線、タロウのストリウム光線を同時に撃つ合体技。映画『ウルトラ6兄弟VS怪獣軍団』で使い、トリプルスピンビームで無力化したキャッチビームを破壊して中に閉じ込められていたハヌマーンを救出した。
ファイナル・クロスシールド
『ウルトラマンメビウス&ウルトラ兄弟』で初代マン、ジャック、Aと共にUキラーザウルスを封印した大技。
エネルギー照射
『ウルトラマンメビウス&ウルトラ兄弟』でガッツ星人によって十字架に閉じ込められたウルトラマンメビウスを救出する際に使用した合体光線。セブンと、ウルトラマン、ジャック、Aが赤色の光線を放ち十字架を破壊してメビウスを解放した。
コンビネーションゼロ
ゼロとの親子による合体技。ゼロのゼロスラッガーと自身のアイスラッガーをプロペラ状に並べて飛ばし、敵を仕留める技。『ウルトラマンゼロ THE MOVIE』でダークロプス2体を撃破した。
赤い光線（正式名称不明）
ビデオ作品『ウルトラマンゼロ外伝 キラー ザ ビートスター』でゾフィー、初代マンと共に放った光線。3人が手をつないで輪を作り、回転することで発射される。ビートスターが惑星ブラムに衝突する際時間稼ぎとして使用した。
合体光線フルパワー
内山まもるの漫画『ウルトラ戦士 銀河大戦争』で使用。セブンの指揮の下、初代マン・エース・タロウを合わせた4人がスクラムを組んで発射する合体光線で、作中ではバルタン星人とエースキラーの大軍を吹き飛ばした。
ウルトラブリット
漫画『ウルトラマンSTORY 0』で登場。ミクロ化して体をバリアで覆ったセブンがゾフィーの光線を背後から受けて加速。アイスラッガーを手に持ったまま相手の体に突貫し、元の大きさに戻りながら突き抜ける。

### デザイン・造形
デザインを担当した成田亨は、『ウルトラマン』でウルトラマンを演じた7頭身の古谷敏をイメージしてデザインしたという。そのため、成田は古谷に出演を依頼したが、円谷プロは古谷が本作品では隊員として出演することを提案していたことからこれを断り、野武士のようなイメージのがっちりとした体格の上西弘次を打診したが、成田は殺陣を必要とせず、立った瞬間が宇宙人であればいいと思っていたため、だいぶやり合ったという。その後、ロボットのようなものや西洋の甲冑のようなものを経て、上西の体形を考慮して、ヒーローの全身に視聴者の意識が来ないよう、プロテクターを付けて上部に視聴者の目を向けさせるためにデザイン的な比重が上半身に集中されたものとなった。初稿では筋肉質で八頭身ではなかった上西に合わせて、締まって見える青を基調としたカラーリングのものもあった。
造形は佐々木明が担当。
『セブン』でのスーツは大きく分類すると以下の4タイプが存在する。
TYPE-1
クランクイン前にNGとなったもので、体のラインが白くなっている。覗き穴は楕円パターンの眼の中央寄りにあり、頭部の凹面やプロテクターに反射テープが貼られておらず、アイスラッガー前面に凹みがあった。当初は会話をする案があったため、別パーツで口が製作されたが、最終的にマスクにパテ埋めで接着固定された。その後、制作第4話本編場面まではラインが銀になり、マスクが塗り直されたものが使用された。
TYPE-2
制作第3話前後から放送第10話までに使用されたもので、口は一体成型となっているが、接着角度が変更され、空気穴が大きくなっており、別パーツで下唇が製作されている。凹みがアイスラッガーにあるものとないものがあり、他のものよりもビームランプが大きい。途中から首とウエットスーツの接合部で赤と銀に色が分けられるようになった。
TYPE-3
制作第6話から使用されたもので、このスーツ以降シリコン素材のプロテクターとなっている。体のラインが上半身でほぼ平行となっており、股の位置から側面に拡がっている。背面はプロテクターの上のラインが赤と銀の境界線となっている。TYPE-1や2のパーツが適時流用されている。
TYPE-4
制作第11話から使用されたもので、初期はTYPE-3と併用している。下唇部分が一体のものと別パーツのものがあり、いずれも口の空気穴が目立たないように処理している。制作第21話で新調された後、制作第31話でさらに新調された。マスクの下唇部分は一体で製作されているが、第31話では反射テープが頭部のディンプルに貼られていない。
第14・15話では上西弘次に代わって菊池英一が入っているが、菊池の身体が上西に比べて細かったため、特注のスーツが作られ、マスクはTYPE-3のものを使用している。
飛び人形は発泡スチロール製の初期タイプ、全長45センチメートルと1メートルの2種類があるFRP製の後期タイプがある。
『太陽エネルギー作戦』では、2種類のアトラクション用が使用され、『地球星人の大地』では、厚みのあるプロテクターが新規造形された。TYPE-3と同様に、TYPE-1や2のパーツが適時流用されている。
『誕生30周年3部作』では、マスクをアトラクション用の原型から新規造形され、スーツも新調、プロテクターの素材も変更された。
『誕生35周年“EVOLUTION”5部作』では、『セブン』当時のものを再現しており、新たな原型からマスクが抜かれ、目の電球も2個になったほか、アイスラッガーに溝が付いた。

### カプセル怪獣
ダンがセブンに変身できない時などに代わりに戦う怪獣である。第1話と第3話では、所有していたウルトラカプセルは5つであることが確認できるが、劇中に登場したのはウインダム、ミクラス、アギラの3体のみ。7回ほど使用されているが、戦闘力はセブンに及ばないうえに活躍は今一つで、主に威力偵察や時間稼ぎを任務としている（ただし、『ウルトラ銀河伝説』では戦闘能力が向上しており、それぞれが怪獣1体を倒せるほどの強さを見せている）。使用と召還は基本的に変身不能に陥ったダンが行なうが、第24話ではセブンの状態でウインダムを召還している。第10話でイカルス星人によってダンが四次元空間に閉じ込められた際にはウルトラカプセル1つを投げたものの、怪獣は出現せずにウルトラカプセルはそのまま行方不明になった（脚本でもカプセルに入っている怪獣の詳細は描かれていない）。カプセル怪獣以外にも、セブンの能力を補助する治癒やウルトラ念力が使用できない場合の危機を回避するアイテムを保管するウルトラカプセルという設定にもなっている。残りの1個は実は空で、後述の『1999最終章6部作』の描写からも確認できる。『ウルトラ怪獣擬人化計画 feat.POPComiccode』では、イカルス星人が上記の紛失したカプセルを秘かに回収し、最後の切り札として使用しようとするも、ゴドラ星人の妨害に遭い失敗するという場面があった（こちらでは、カプセルは最終的にゴドラ星人に回収されているが、中身が何だったのかは最後まで謎のままであった）。 
『レオ』で登場しなかったのはウルトラアイが壊れたためとされており、カプセル怪獣を使用するにはウルトラアイのエネルギーが必要と学年誌で紹介されていた。
怪獣は原則として1話1体ずつしか登場しないが、「平成セブン」や『ウルトラ銀河伝説』のような緊急事態の場合は複数を同時に登場させる場合もある。『ウルトラ銀河伝説』超全集 p33では、3体を同時に召喚するのは稀と記載されている。
カプセル怪獣の発想は、ゲームソフト『ポケットモンスター』のモンスターボールにも大きな影響を与えており、ポケモンの生みの親である田尻智はその旨を明言している。

#### 機能
怪獣の携帯
普段はダンが携帯しているカプセルボックスの中に収納されている数センチの小さなウルトラカプセルの中に入っており、これを投げると姿を現す。
治癒能力
『1999最終章6部作』では瀕死のカザモリを空のウルトラカプセルに収納しており、カプセルには生物の治癒能力があるという新設定がなされた。漫画『ウルトラマンSTORY 0』でも傷ついたミクラスを容れる描写がある。

#### 怪獣一覧
企画段階では『Q』と『ウルトラマン』の怪獣をカプセル怪獣にする構想があり、『ウルトラアイ』の企画書や準備稿ではレッドキング、ペギラ、アントラー、パゴスの名前が挙がっていたが、前作を踏襲しない番組の方針によって上記の新造怪獣に決定した。その後、第32話の準備稿ではパゴスがカプセル怪獣としてリッガーと戦う展開だったが、最終的にアギラに変更された。
ウルトラセブンのカプセル怪獣
ミクラス
『ウルトラセブン』本編での戦績はあまりよくなく、出番も少なかった。しかし『ウルトラギャラクシー大怪獣バトル NEVER ENDING ODYSSEY』で同作の主人公のレイに一時的に預けられた際に大幅なパワーアップを果たし、最終的にケルビムを倒すまでの強さを得た。
ウインダム
第39話「セブン暗殺計画（前編）」にてガッツ星人の攻撃によって死亡した。ただし、ミクラスとともに「平成セブン」や『ウルトラ銀河伝説』にも登場している。
アギラ
第46話でカプセルに回収された描写がなかったのを最後にしばらく登場しなかったが、『ウルトラ銀河伝説』で再登場した。
上記の3体のほか、真船一雄の漫画『ウルトラマンSTORY 0』には漫画オリジナルのカプセル怪獣として、ミンティオスが登場する。
カプセル怪獣に似た設定の道具で出現する怪獣
セブンガー
怪獣ボール（『ウルトラマンレオ』）
ミラクロン
Zカプセル怪獣（光獣）（『ウルトラマンゼアス2』）
ダークラー
Sカプセル怪獣（影獣）（『ウルトラマンゼアス2』）
ミクラス（エレキミクラス）、ウインダム（ファイヤーウインダム）
マケット怪獣（『ウルトラマンメビウス』）

## 劇中での活躍

### 『ウルトラセブン』に登場したウルトラセブン
太陽系付近の宇宙軌道図を作成するために訪れた。前述の通り、友人を救うために自身を犠牲にしようとした薩摩次郎の勇敢な行為に感動し、彼の姿と魂をモデルにモロボシ・ダンとなり、ウルトラ警備隊の前に姿を現す。以後は隊員として勤務。
ウルトラ警備隊の隊員たちとはすぐに打ち解け、特に警備隊の紅一点・友里アンヌ隊員とは次第に良い仲になっていった。ピンチの時にはセブンに変身するため、ダンの姿は見えなくなり、変身のチャンスを作るために無鉄砲な行動を取ることもあり、度々仲間たちを心配させるが、その度に生還を果たす。
人間の姿と魂を模倣しているとは言え、その精神は宇宙人のものであり、地球人の利益と宇宙全体の平和との間に矛盾やギャップが生じた際には、地球人としての姿とM78星雲人の自意識との間で、ダンはしばしば苦悩することになった。第26話や第42話でダンの苦悩が描かれ、この設定のためにアンヌや仲間たちとの交流は種族を超えた愛や友情として描き出された。
宇宙人や怪獣との戦いで受けたダメージが仇となり、第48話で脈拍360・血圧400・体温約90度という人間であれば生存不可能なほどの状態にまで陥り、エネルギーがほとんど底を突いてしまう。M78星雲の上司から（光の国に帰還する際以外の）変身を止められるが、ゴース星人による史上最大の侵略の前に大苦戦を強いられ、やむなく変身してパンドンと戦い、その際に頭を負傷。第49話で自らの正体をアンヌに告白し、残された力を振り絞って改造パンドンをウルトラ警備隊（アンヌの知らせで全員がダン＝セブンであることを知った）の協力とで勝利を収めた。そして、立っているのがやっとの状態で警備隊のメンバーに見送られながら、最後に残った飛行能力で光の国に帰還した。生命エネルギーも危うい状態だったが、最後の飛行能力によって光の国への帰還には成功。治療して一命を摂りとめ、休養期間に入った。

### 第2期ウルトラシリーズに登場したウルトラセブン
『帰ってきたウルトラマン』
第18話と第38話に登場。
第18話では、宇宙怪獣ベムスターに敗れ太陽エネルギーを得ようとして太陽の引力圏に捉えられたウルトラマンジャックを救出し、ウルトラブレスレットを与えた。
第38話ではナックル星人に捕われたジャックを、初代ウルトラマンとともにウルトラの星作戦によって救出した。モロボシ・ダンの姿でも登場し、さらにはウルトラ警備隊の隊員服を着ていた。シナリオでは、ジャックがブラックキングを倒したスライスハンドはナックル星でセブンから伝授されるシーンがあって実際に撮影されていたが、尺の都合でカットされた。
『ウルトラマンA』
第1話、第13話、第14話、第26話、第27話、第31話、第39話、第44話で登場し、単独客演は第31話、第39話、第44話。掛け声はジャックの声の流用（一部、エースの声も流用されている）。いずれも『セブン』当時と異なり、胸の銀のラインが短くなっている。
第1話では、ウルトラマンエースが北斗星司と南夕子にウルトラリングを与える場に立ち会った。着ぐるみはアトラクション用のものを使用。
第13話・第14話では、ヤプールの罠でゴルゴダ星の十字架に磔にされ、エースキラーによってエメリウムエネルギーを奪われてしまう。だが、エースキラーに苦戦するエースに自分たちのエネルギーを与え、エースキラーを倒させた。
第26話・第27話では、ヒッポリト星人によってブロンズ像にされたエースを助けようと地球に飛来し、他の3人が罠に落ちた中で単独でヒッポリト星人と果敢に戦ったが、善戦虚しく罠に落ちてブロンズ像にされてしまう。しかし、ウルトラの父の自己犠牲を経て復活したエースの手で無事に復活した。
第31話では、エメリウム還元光線でバクタリを元のバクに戻した。
第39話では、ファイヤーモンスの炎の剣で心臓を貫かれたエースを激励した。
第44話では、オニデビルの赤い豆を食べてしまった北斗星司=エースをウルトラの星に呼び出し、ウルトラカプセル光線でエースの体内から赤い豆を取り出した。
- 第23話の準備稿では客演が予定されていた。

『ウルトラマンタロウ』
第1話、第5話、第25話、第33話・第34話、第40話で登場し、単独客演は第5話のみ。
第1話では、アストロモンスとの戦いで瀕死の重傷を負った東光太郎をウルトラの国に連れていき、ウルトラマンタロウと合体させた。
第5話では、トータス親子をタロウとともにウルトラの国に運んだ。
第25話では、タロウらとウルトラ6重合体を果たし、ウルトラタワーからウルトラベルを入手した。
第33話・第34話では、タロウからの招待で地球に訪れる。自分たちに甘えるタロウを成長させるために1人でテンペラー星人と戦わせたり、テンペラー星人（正確にはウルトラ兄弟をおびき出すためのダミー）に勝利したことで慢心するタロウを叱責するなど、厳格な面を見せた。ダンの姿で登場しているが、タロウを見守るためにZATの北島隊員やバレーボール部員の身体を一時的に借り、最終的には6人全員でテンペラー星人と戦って勝利に貢献した。
第40話では、土星で3番目にタイラントと戦うが、苦手な寒い環境に加えて冷気ガスを浴びせられたことで敗北した。

#### 『ウルトラマンレオ』に登場したウルトラセブン
第2期ウルトラシリーズ最終作『ウルトラマンレオ』で、『ウルトラセブン』本編や前作『ウルトラマンタロウ』に続き、三度目の地球でのモロボシ・ダンとして活動する。人間・東光太郎として生きることを選んだタロウの代わりとして再び地球を守ることになり、ダンとして宇宙パトロール隊MACアジア支部隊長の職に就いていた。
しかし、第1話でのマグマ星人との戦いで兄弟怪獣ブラックギラス・レッドギラスとの戦いで右足に障害を負う。ウルトラマンレオ=おゝとりゲンに助けられて命拾いしたが、先の戦いで右足が不自由になったうえにセブンへの変身能力を失い、ウルトラアイも焼損してしまったため、レオ=ゲンに地球の守りを託して彼を鍛えながら地球防衛に尽くすようになる。
セブンとしての登場は、第34話と第51話のイメージシーンを除けば第1話のみだが、第51話にはオープニングでクレジットされている。本作品では、レオの掛け声のピッチを低くしたものが使用されている。
劇中では右足が不自由という設定のため、杖を使用している。杖には、物語途中から銃やガスなどが搭載されている。
変身はできないが、寿命を縮める（一時的な体力もかなり消耗する）ことでウルトラ念力を操ることができ、何度か怪獣や宇宙人を退散させている。また、透視能力なども使用できる。さらには、右足が不自由でありながら等身大の宇宙人と互角の格闘戦を展開するほか、ゲンとの特訓では一般人より遥かに運動神経に優れている彼を倒すなどの戦いぶりを見せる。パイロットとしての腕も優秀で、第3話・第4話ではツルク星人を翻弄する、第13話ではバイブ星人を倒す、第38話ではウルトラキーを盗んだにせアストラ（ババルウ星人）をウルトラ念力で苦しめるなどの活躍を見せている。しかし、第16話のアトラー星人戦ではマッキー3号ごと撃墜されたうえ、星人がウルトラ念力に強い耐性を持っていたため、初戦での撃退に失敗してしまう。
隊長という役職や変身できなくなった焦りに加え、戦士としては未熟だったレオ=ゲンを早急に鍛え上げなければならないことから、以前と比べて厳格な指導者としての面が強調されている。一方、愛弟子であるレオ=ゲンの身を常に案じて彼の勝利を一番に喜び、人間的成長を自分のことのように思っていた。第6話では、ゲンがカーリー星人との戦いで恨みを持たれていた白土隊員からの「レオのおかげで勝利できた。お前も精々頑張るんだな。」との皮肉に憤る彼を人知れず励まし、第26話でも一般市民からの「MACが助けに来るのは当然」との言葉に憤ったゲンを「地球人らしくなった」と評している。また、ゲン以外の隊員たちに対しても、第3話では鈴木隊員が殉職した後に自ら囮役を務め、隊員たちの生存率を上げるためにマッキーのエンジンの換装を指示したほか、第8話では負傷した青島隊員を治療に専念させるために休暇を命じ、第15話では殉職した一般隊員に花を添えるなど、厳格なだけではない一面を見せている。
第22話では、子供を救助して遅れて駆けつけたゲンに「MAC隊長としては、レオに頼りたくない」と語ったほか、第25話では地球防衛委員会による超兵器の実験を容認しており、MAC隊長としての自分とのギャップに苦悩する姿が描かれている。
第29話では、MACの隊長に就任する前後にアンヌを除いたウルトラ警備隊の仲間たちと再会していたらしきことが、ダン自身の発言から示唆されている。
その後、第34話でジャックが壊れたウルトラアイを修理のために光の国に持ち帰り、第39話でもウルトラマンキングから光の国への帰還を勧められるなど、セブンの復活を期待させるエピソードもあったが、第40話でMAC基地が円盤生物シルバーブルーメの襲撃を受けた際に消息不明となる。第51話ではゲンの夢の中にセブンが現れて激励し、クライマックスのブラックエンドとの戦いでも、遠くからテレパシーを送ったかのようにセブンが一瞬登場してレオに激励するイメージ的シーンもあった。
ダン=セブンの消息については、小学館の学習雑誌で以下の説が記述されている。
- 心臓だけがウルトラの国に運ばれ、ウルトラの母の主導で蘇生手術が開始された。123人の医者による手術が187日間も続いている（雑誌掲載の時点）[注釈 21]。
- 宇宙を漂流していたところを、マゼラン星雲の宇宙警備隊支部によって救出された。ウルトラアイの修理が完了しておらず、ウルトラの国への帰還が困難となっている[96]。

以上のように違いがあるが、後述の『ウルトラマンメビウス』では以下の公式設定が作られた。
- 1975年3月にすべての円盤生物を倒したレオ=ゲンが1人の地球人として旅立った後、ウルトラの母によって救出されて光の国への生還を果たし、セブンとしての能力も取り戻した。そして、恒点観測員ゆえに宇宙に詳しいことやレオへの指導経験が評価され、1986年まで宇宙警備隊の筆頭教官を務めていた。

#### 第2期ウルトラシリーズ関連映画作品に登場したウルトラセブン
映画『ウルトラ6兄弟VS怪獣軍団』
ゾフィー、マン、ジャック、A、タロウと共に少年コチャンに、ハヌマーンの命を授け、その後ほかの兄弟たちと地球のタイに飛来しハヌマーンと共にゴモラ、アストロモンス、ダストパン、タイラント、ドロボンと戦う。
映画『ウルトラマン怪獣大決戦』
冒頭で地球に旅立つウルトラマンを見送った。
映画『ウルトラマン物語』
少年期のタロウが光の国で一人前のウルトラ戦士を目指して特訓に励んでいたころ、地球でボーグ星人などの侵略者と戦っていた。タロウの成長後も地球でのセブンのイカルス星人やガンダーとの戦いの映像を参考にして、タロウがウルトラ念力を会得する場面が描かれた。その後は他の兄弟とともにヒッポリト星人と戦い、グランドキングとの決戦時にタロウに自分たちのエネルギーを分け与えた。

### 「平成ウルトラセブン」に登場したウルトラセブン
第2期ウルトラシリーズ以降の展開とは別に、1994年から2002年にかけて「平成ウルトラセブン」シリーズと呼ばれるセブンの活躍を描いた特別番組やオリジナルビデオが複数公開された。
この作品群は、『セブン』第49話から直接続く世界観で展開しているため、『帰マン』以降のシリーズとはパラレルワールドとなっている。そのため、セブンはウルトラ兄弟の一員ではなく、地球のために戦ったM78星雲人もセブンのみである。ただし、最初に製作された『太陽エネルギー作戦』は設定が曖昧だったため、ウルトラ警備隊の過去のデータファイルとして『ウルトラマン』から『ウルトラマンタロウ』までの作品に登場した宇宙人・怪獣や超獣が映るシーンがある。
テレビスペシャル
テレビシリーズで地球を去った後、休む間もないほどに宇宙中を飛び回り、数々の負傷を負いつつも怪獣や侵略者と戦って地球の平和を守り続けていた。そして、『太陽エネルギー作戦』にてピット星人と宇宙で交戦し重傷を負い、地球の引力に引き寄せられ、仮死状態で墜落という形で26年ぶりに地球に現れ、『地球星人の大地』でモロボシ・ダンの姿になり、かつての同僚フルハシ・シゲルと再会を果たしたが、メトロン星人との戦いでエコポリスの爆発に巻き込まれ、再び行方不明となってしまう。
『誕生30周年記念3部作』
記憶喪失になって地球の村田家に身を寄せ、考古学者の遺跡発掘現場で発掘調査員の地球人として暮らしていたことが判明。しかし、ヴァリエル星人との戦闘で自らの記憶を取り戻し、村田母娘とは別れ、三度セブンとして戦うことになった。この時、新生ウルトラ警備隊員のカザモリ・マサキと運命の出会いを果たし、その後はモロボシ・ダンとしては身動きが取り辛くなったため、カザモリの姿を借りて行動することが多くなる。
『1999最終章6部作』
ヴァルキューレ星人によりフルハシが殺され、カザモリも犠牲になる。フルハシは間に合わなかったものの、カザモリについてはウルトラカプセルに収容して治療を施し、その間ダンは再びカザモリの姿を借りて行動するようになる。その後、人間が過去に地球を侵略したことを知っても宇宙の掟に背いて人間の味方をしたため、馬の首暗黒星雲の闇の中に幽閉された。
『誕生35周年“EVOLUTION”5部作』
セブンは馬の首暗黒星雲に幽閉され続けていたが、ビームランプから自身が変化したミュー粒子をカザモリに発して送り続け、カザモリの夢の中に現れたりし、最後に死んだことで光となったサトミがによって目覚め、光となってカザモリと融合することで地球への帰還を果たした。罪を犯してまで地球の支配者になろうとしていたガルト星人を倒した後は、カザモリの姿のまま旅立っていった。

### 『ウルトラマンメビウス』に登場したウルトラセブン
『ウルトラマンメビウス』とその劇場版や外伝作品で、第2期ウルトラシリーズに連続する世界観で復活することとなった。
劇場版の冒頭、メビウスが地球に派遣される20年前（1986年）に初代マン、ジャック、エースとともに、ヤプールの怨念の結集した究極超獣Uキラーザウルスと戦い、エネルギーの大半を失うのと引き換えに神戸沖に封印した。ダンの姿のまま六甲山で牧場を経営しながら生活し、初代マンらとともにUキラーザウルス＝ヤプールの封印を監視していた。ミライに「どんなに辛い時でも未来を信じれば不可能を可能にする」と諭した。
テレビシリーズでは第46話と第50話に登場し、第1話冒頭で他の兄弟（件の3人、タロウとゾフィー）とともに、イメージで登場している。第46話では、メビウスがグローザムによって氷漬けにされて絶望しかけたアマガイ・コノミの前に、ダンの姿で現れて彼女を激励。その後、GUYSのメビウス救出作戦をグローザムが妨害しようとした際にセブンに変身し、復活したメビウスとともにグローザムと戦った。第50話ではGUYSクルーにテレパシーを送って励まし、他の兄弟（件の3人、タロウ、レオ、アストラ、80）と協力して太陽を覆っていた黒点を消し去った。
OV作品『ゴーストリバース』のSTAGE.1では、ヒカリのウルトラサインを見て、宇宙パトロール中だったメビウスにウルトラサインで怪獣墓場に赴くように命じている。
マスクの造型にはウルトラマンマックスのノウハウが取り入れられており、それまでのセブンのマスクにおいては実現されなかった目の真ん中に覗き穴を開けた形状での目のパーツの発光が可能となっている。撮影で使用されたスーツとは別に、抜き打ち加工によりプロテクター部分も含めてウェットスーツ素材によるスーツも試作された。

### 『ULTRASEVEN X』に登場したウルトラセブン
外観と能力が類似した「ULTRASEVEN X」が登場。
当初、従来のセブンとの関係は伏せられており、劇中では「赤い巨人」と呼称されていた。最終回（第12話）で物語の舞台が『セブン』の世界の並行世界（パラレルワールド）であり、「AQUA PROJECT」によって偶然つながった2つの世界の支配を目論む『X』の世界の「支配者たち（グラキエス）」による「『X』の世界の支配者たちの支配からの解放」と、「支配者たちによる『セブン』の世界への侵略の阻止」を目的として『X』の世界に来た、セブン本人であることが明かされた。しかし、その代償としてセブンの憑依対象である青年ジンは記憶を失い、セブン自身も「意思」と「真の力」を封じられていたが、ラストでジンの記憶が戻って「意思」と「真の力」が覚醒すると、グラキエスを倒して元の世界へ帰還した。
来訪・帰還時は赤い玉の姿を取り、死亡したジンに憑依して分離時に蘇生させるなどの能力を見せたうえ、最後にはダンの姿でアンヌと再会するシーンが描かれている。
- 映像作品での客演は行なわれていない。ただし、ウルトラマンフェスティバル2017で開催されたウルトラセブン放送50年記念ライブステージでは、ウルトラセブンがウルトラマンゼロ、ウルトラマンジードと同時にタイプチェンジしたパワーアップ形態として登場している[104]。

### 映画『大決戦!超ウルトラ8兄弟』に登場したウルトラセブン
パラレルワールド＝ウルトラマンが存在しない世界に、普通の人間モロボシ・ダンとして暮らしている。この世界では妻のアンヌと共にレストランを経営している。同じ世界で暮らしていたダイゴ、アスカ、我夢の覚醒に伴い、自分も別の幾つかの世界ではM78星雲のウルトラセブンとして生まれたことを思い出し、ハヤタ、郷秀樹、北斗星司らと共に変身した。
クライマックスでは、人々が信じた未来や希望の“光”を得てグリッターバージョンに変身。合体技「スペリオルマイスフラッシャー」を巨大影法師に放ち、消滅させた。
スーツは『ウルトラマンメビウス&ウルトラ兄弟』で制作されたものと同一。

### 「大怪獣バトルシリーズ」およびウルトラマンゼロ登場作品に登場したウルトラセブン
『ウルトラセブン』から遥か未来を舞台としている。
『ウルトラギャラクシー大怪獣バトル NEVER ENDING ODYSSEY』
レイオニクスバトルが行われている惑星ハマーに降り立ちレイブラッド星人の暗躍を阻止しようとするがアーマードダークネスと戦闘になり、その力を封じるため自らアーマードダークネスを装着、埋没した際にアイスラッガーを落とす。
その後、アーマードメフィラスによって装着した状態で地上に出現、レイが操るゴモラ、リトラおよびヒュウガ率いるZAPと交戦するがレイが所持していたアイスラッガーによってマスクが破壊されたことで意識が完全覚醒して動きを止め、ゴモラの超振動波でアーマードダークネスを破壊させ、元に戻る。そしてその後、ミクラスをレイたちに託して飛び去って行った。
その後、レイブラッド星人によって窮地に陥ったペンドラゴンを救出するため初代ウルトラマンと共にワイドショットでレイブラッド星人を撃破してペンドラゴンの救出に成功、ミクラスを回収して去っていった。
- 上記のアイスラッガーを落とした経緯は、『大怪獣バトル ULTRA MONSTERS NEO』の第11話で明らかになっている。

映画『大怪獣バトル ウルトラ銀河伝説 THE MOVIE』
初代マンやメビウス、地球のレイオニクス・レイとともに、ウルトラマンベリアル率いる怪獣軍団と戦う。エネルギーの消費が激しく、変身できなかった際にはモロボシ・ダンの姿となり、ウインダム、ミクラス、アギラのカプセル怪獣3体を同時に召喚して戦わせた。
同作では、実の息子であるウルトラマンゼロも登場。大罪を犯して光の国から追放されたゼロを愛弟子であるレオに託し、戦士としての修行を積ませていた。
怪獣墓場での戦いの最中、暴走したゴモラ（レイオニックバースト）の超振動波（ゼロシュート）を浴びたほか、ベリアルからZAPクルーをかばい、駆けつけたゼロに言葉をかけて力尽きてしまうが、事件解決後に復活、ゼロと親子の再会を喜ぶと同時に、その成長を認めた。ラストシーンではゼロや他のウルトラ戦士と共にウルトラマンキングの演説を聞く。
映画『ウルトラマンゼロ THE MOVIE 超決戦!ベリアル銀河帝国』
光の国を襲撃したダークロプス3体を、ゼロとの親子タッグで撃破した。その後、アナザースペース（異世界宇宙）へ旅立とうとするゼロに、新武器・ウルトラゼロブレスレットを授け、父親としてゼロに激励の言葉をかけ、ほかのウルトラ戦士たちとともに彼にエネルギーを分け与えてアナザースペースへ送り出した。
その後もゼロの身を常に案じ、カイザーベリアルが光の国にダークロプス軍団を送り込んできた際には、ゼロの勝利を信じつつ、ほかのウルトラ戦士とともに迎え撃つ。ダークロプス軍団を壊滅させた後は、ゼロの勝利を知り喜んだ。
オリジナルビデオ『ウルトラマンゼロ外伝 キラー ザ ビートスター』
ビートスター天球で戦っていたゼロたちウルティメイトフォースゼロの危機に、ウルトラマンやゾフィーとともに駆けつけ、天球のコースを変える時間稼ぎを行った。
事件解決後、ゼロに新たな仲間ができていたことを喜び、宇宙で起きている不穏な動き（『ウルトラマンサーガ』におけるバット星人の暗躍）への忠告と、再び激励の言葉をかけてゼロと別れ、光の国に帰還した。
映画『ウルトラマンサーガ』
ウルトラマン、ジャック、エース、レオとともに、ゼロが時空を超えたことを光の国で察知し、ゼロの身を案じていた。モロボシ・ダンの姿で登場しており、セブンの横にダンが現れる演出が成されている。
『ウルトラマン列伝』
第85話にてゼロとスパーリングを行っており、ゼロからもその強さを賞賛された。
『新ウルトラマン列伝』
第1話でゼロが大きな試練を乗り越えたのを感じ取り、ウルトラマンやゾフィーとともに歴代ウルトラマンの地球人との出会いを振り返った後、新たなる戦士・ウルトラマンギンガを紹介した。この時、ゾフィーやウルトラマンを呼び捨てにし、敬語も使わず普通に話していた。第19話で『セブン』第4話が紹介された時、ゼロから冗談交じりで「ゴドラ星人が化けた偽者」と言われて憤慨する一面も見せた。

### 『ウルトラマンギンガ』に登場したウルトラセブン（SD）
他のウルトラ戦士たちと同様、ダークスパークウォーズにてスパークドールズに変えられた。第9話では石動誠一郎がダークライブしたことでウルトラセブンダーク（SD）となって出現しギンガと対決した。ウルトラマンダーク（SD）とのコンビネーションでギンガを苦しめ、一度は勝利したものの二戦目で敗北し、スパークドールズはヒカルの元へ渡った。続く第10話では誠一郎がギンガライトスパークでウルトライブし、ウルトラマン（SD）、ウルトラマンティガ（SD）と共にスーパーグランドキング（SD）と戦うも破れ、スパークドールズに戻った。

#### ウルトラセブンダーク（SD）
ウルトラセブンのスパークドールズがダークライブされた姿。ウルトラマンダーク（SD）と同様、体色が赤と黒を基調としたものに変化し、声も低くなっている。戦闘力はオリジナルと全く同じであり、闇の力で黒緑色になったダークエメリウム光線や闇の力で青くなったダークワイドショット、ウルトラキックを使用した。アイスラッガーを使おうとした場面も数度あったが、いずれも相手に阻まれ未使用に終わっている。
石動誠一郎がダークライブし、状況に応じてウルトラマンダーク（SD）と使い分けることでギンガを苦しめ、一度は倒すことに成功する。2戦目ではギンガとアントラー（SD）の戦いに乱入する形で出現し、用済みとばかりにアントラー（SD）をワイドショットで倒した。その後もウルトラマンダーク（SD）とのコンビネーションで一度はギンガをダウンさせ、ジャンナインが加勢した時はダウンしたギンガを盾にするという卑劣な戦法を使ったが、息を吹き返したギンガの猛反撃を受けた末、ギンガクロスシュートによって倒された。その後、スパークドールズはヒカルの元に渡っている。
- スーツは、本作品より前には公演の銀座博品館劇場『ウルトラヒーローバトル劇場 第5弾』・『ウルトラヒーローバトル劇場 第10弾』・『ウルトラヒーローバトル劇場 第12弾』に登場したセブンガイストとして使用されている。[要出典]

### 『ウルトラマンオーブ』に登場したウルトラセブン
劇場版と『ウルトラファイトオーブ 親子の力、おかりします!』に登場。
劇場版では、敵に苦戦するオーブの前にモロボシ・ダンの姿で現れ、セブンに変身するとガピヤ星人サデスやデアボリックと戦った。
ウルトラファイトオーブでは、レイバトスが召喚した亡霊怪獣軍団に苦戦するゼロの救援をするため、ゾフィーやジャックとともに駆けつける。自身はキングジョーと戦って勝利したほか、シャイニングウルトラマンゼロが作り出したシャイニングフィールド内で、ゼロとともにオーブを特訓する。10年に及ぶ特訓を終えて、オーブに自身のウルトラフュージョンカードを授けると、怪獣墓場にてタイラントをゼロ、オーブの新たな形態・エメリウムスラッガーとともに撃破した。
劇場版での掛け声は新録ではなくテレビシリーズ当時のものを流用していた。
劇場版では変身直後に「ウルトラセブンの歌」の一節を引用したネタがあった。

### 『ウルトラファイト』に登場したウルトラセブン
新規撮影分に登場。怪獣たちの激闘が繰り広げられている怪獣島で、怪獣たちと泥まみれの死闘を演じている。性格は『ウルトラセブン』本編とはいささか異なっており、主に単純明快な正義漢として描かれてはいるものの、怪獣同士の乱闘を傍観してからかったり、喧嘩の仲裁に入るが失敗し自分が勝利したり、必死で戦っている怪獣に対してクルクルパーのジェスチャーをしたり、死んだふりをして油断している隙に相手を倒したりもしている。アイスラッガーや光線技は、「怨念!小島の春」の回に、ワイドショットのようなポーズ（ナレーションでは怪電波）で三度傘を焼いたのが唯一で、それ以外では番組内で一切使用していない。作品中で敗れたのは、制作第173話「海は青かった」対エレキング戦のみである。本編ではアギラを子分として従えている。本作品のセブンの掛け声は初代ウルトラマンの流用。
新撮分制作初期には、本編最後期に使用された着ぐるみが補修・再塗装の上使用されているが、手袋とブーツは新調されている。他、アトラクション用も使用されている。そのためプロテクターの四角い穴に貼られていた反射テープが無く、ファスナー隠しのための背中のヒレは切除されている。また、ウエットスーツの改修の際に、後頭部部分が銀色に塗装されておらず、黒いままの状態になった。新撮編制作後期には、耳の形状が横から見ると長方形で、目が黄色く塗装されたアトラクション用スーツが使われるようになる。いずれも電飾は点灯されておらず、アイスラッガーは頭部に固定され、取り外しはできない。

### その他の作品に登場したウルトラセブン
『ウルトラマンギンガS』
本人は登場していないが、ウルトラマンギンガストリウムが持つウルトラ6兄弟の力のうち2つに、セブンの技（エメリウム光線とワイドショット）とイメージが登場。ワイドショットでキングジョーカスタム（SD）を破壊した。エメリウム光線はファイブキング（SDU）に使用し、ファイヤーゴルザとメルバの部位にダメージを与えた。
『ウルトラマンX』
第14話でイメージのみ登場。
『ウルトラマンジード』
第1話、第25話、劇場版で登場。
第1話ではベリアルによって引き起こされたクライシス・インパクトに、他のウルトラ兄弟やゼロ、宇宙警備隊候補生たちとともに立ち会った。崩壊の危機を迎えた地球を前にして、ゼロに「この宇宙はもうもたない」と告げる。
第25話ではウルトラマンやレオ、劇場版ではウルトラの父、ウルトラの母、ゾフィー、ウルトラマンとともに、ウルトラマンジードに思いを馳せた。
この他、ジードがソリッドバーニングに変身する際、ジード ロイヤルメガマスターが第17話でブラザーズシールド、第20話でスラッガースパークを使用した際にそれぞれ、イメージとして登場。
SDアニメ作品『ウルトラマングラフィティ』
妻にウルトラセリア、息子と娘にウルトラブーンとウルトラセラがいる（玩具のキャラクター人形のみ、アニメ未登場）。
漫画『ウルトラマンSTORY 0』
ウルトラ一族の女性（銀十字軍隊員）・アルフォンヌとともに宇宙を旅しており、古代の地球にも立ち寄っている。
『コメットさん（新）』 第17話「私の親友ウルトラマン」
コメットの友人として登場。『コメットさん』およびウルトラシリーズが同じTBS制作という点から実現した客演だが、国際放映製作作品という点もあり、現在では設定の繋がりはないとされる。
『うるとら7:00』
1986年10月から1996年3月まで、日本テレビ系で放送された朝のバラエティ情報番組。番組名は『うるとらせぶん おくろっく』と読む。番組イメージキャラクターとして登場していた。
コロナの石油ファンヒーター「ウルトラHIX」のCM
2000年以降、毎年冬に放映されているCM。2006年版ではウルトラマンやメビウスと共演。さらに2007年版にて、ウルトラマンと隣のベッドで就寝するシーンがあるが、その際にはアイスラッガーを外して頭にナイトキャップを被って寝ている（ウルトラマンも同様にナイトキャップを被って寝ていた）。
日本コカ・コーラの缶コーヒー「ジョージア」のCM
2007年、萩本欽一や舘ひろしらとともに雀卓を囲んでいる。当初は掛け声（「デュワッ」）のみしゃべっていたが、役が上がった途端に「あ、舘さん、それロンです」としゃべりだし、萩本に「お前、しゃべれるの？」とツッコミを入れられている。公式発表はないが、声はモロボシ・ダンを演じた森次晃嗣である。
2008年、麒麟の田村裕と共に富士山への登山に挑み、その頂上でジョージアを飲もうとするが、口が開かないために飲めなかった（口に缶が当たった際には、金属音が鳴っている）。最後には頂上で田村とともに万歳をしようとするが、そのままどこかへ飛び去っていった。
ゲーム『巨影都市』
「巨影」の1体として登場し、初代パンドンと戦う。
横浜ゴムのスタッドレスタイヤ「アイスガード7（iG70）」のCM
2021年、深田恭子と共演。
その他
- 円谷プロダクションによるキャラクター使用承認を得て上映された映画（自主制作）として、『ウルトラセブンの子』がある。
- 『ウルトラセブン』をモチーフとしたパチンコ台「CRぱちんこウルトラセブン」が、2005年5月に京楽産業よりリリースされ、全国のパチンコ店に設置された。同機のヒットを受け、2006年には羽根モノ版「羽根ぱちんこウルトラセブン」がリリースされた。

バラエティ番組でのウルトラセブン
『行列のできる法律相談所』
2007年1月28日放送分でウルトラマン、メビウス、バルタン星人とともに出演。島田紳助によると、「裏番組が強力だから視聴率アップのために来てもらった」とのこと。
上記のほか、2009年末には映画『大怪獣バトル ウルトラ銀河伝説 THE MOVIE』の宣伝も兼ねてさまざまな番組にゲスト出演している。

## 関連キャラクター
ウルトラセブン21
『ウルトラマンネオス』に登場。セブン以外で明確に「ウルトラセブン」の名がつくウルトラ戦士はセブン21が最初となる。
セブン・シャッフル
映画『新世紀2003ウルトラマン伝説 THE KING'S JUBILEE』に登場。

### セブン上司
『セブン』第48話「史上最大の侵略（前編）」、第49話「史上最大の侵略（後編）」に登場。
セブンと瓜二つのM78星雲人。第48話では、身体の不調に苦しむダンの夢枕に現れてM78星雲への帰還を促し、「激しい侵略者との戦い」をダンに語ると、警告のためにウルトラアイを鳩時計に引っかけて姿を消す。第49話では、なおも変身しようとするダンを「今度変身したら本当に死ぬ」と制止する。
- 声：和田文夫
- 撮影用スーツはセブンの流用。[要出典]

設定の変遷
台本には「M78星雲人」とのみ明記されており、ダン=セブンに警告したM78星雲人という描写しかなく、名前や能力、「上司」としての具体的な役割などのプロフィールは不明。シナリオでは「ダンのテレパシーが呼んだイメージ」というものであった。セブンが「恒点観測員340号」であるという設定は、彼が「上司」から「340号」と呼ばれたことに起因している。
このキャラクターの存在は、円谷プロ側でさえ長い間忘れられていたが、第3次怪獣ブーム時に改めて注目され、1970年代後半に「セブン上司」という仮称が付けられてその後に正式名称となった。過去には「ビックセブン」の名が児童誌に載ったこともあった。「上司」も仮称に過ぎず、作中ではセブンとの関係も不明確だった。関連書籍では「宇宙警備隊でのセブンの上司」と記され、後年での公式設定は「宇宙警備隊の上層部のウルトラ戦士」とされている。次作『帰ってきたウルトラマン』以降のウルトラシリーズに再登場することもなく、独立したキャラクターとして展開されることもないまま、現在に至っている。なお、円谷プロの2010年のエイプリルフールネタでは、セブン上司と思しき人物が間接的に登場している。
なお、かつては『懐かしのヒーロー・ウルトラマン99の謎』（1993年・二見書房）の216-217ページでは、「1973年ごろ、後にフリーライターとなる金田益美がそのM78星雲人の存在に疑問を抱いて円谷プロに問い合わせた結果、円谷プロ側もその存在を思い出し、そこで急遽『セブン上司』と命名。だが、さすがにウルトラ兄弟の設定に割り込ませるのは無理だった。」という逸話が掲載されており、事実として引用されることが多かった。しかし、2006年にコンビニ本として発売された復刻版の216-217ページではこの記述を思い違いかつ事実関係の確認不足と否定しており、詫びるとともに訂正されている。
その他の作品に登場するセブン上司
一峰大二の漫画版『セブン』ではセブンと同じ容姿のテレビ版とは異なり、頭部のアイスラッガーがギザギザの形状になっているという外見上の相違点が存在している。『フィギュア王』に掲載された同作者による「ゴードの巻」では、宇宙獣神ゴードを連れて侵略宇宙人の母艦を撃墜し、戦いで傷付いたセブンを故郷に連れ帰った。
『超ウルトラ8兄弟』では、ダンとアンヌの回想シーンに『セブン』第48話でのセブン上司の登場シーンが使用されている。

### セブンに関連する力を持つ戦士
ウルトラマンギンガストリウム
ウルトラ6兄弟の力を持つキャラクター。
グランセイバードゼロ
ウルトラマンオーブ エメリウムスラッガー
ウルトラマンオーブ スラッガーエース
ウルトラマンジード ソリッドバーニング
ウルトラマンゼット アルファエッジ

## パロディ・オマージュ
- 1982年全日本プロレスに覆面レスラーのウルトラセブンがデビュー。詳細は、扮した高杉正彦[116]の記事を参照。
- 円谷プロダクション作品
  - 『戦え! マイティジャック』
    - 第12話・第13話に森次浩司が演じる「弾超七（だん・ちょうしち）」という名の謎の青年が登場する。言動がダンそっくりで、ウルトラアイをかけるようなしぐさも行った。

  - 『恐竜大戦争アイゼンボーグ』
    - 第38話 - 最終話に、ダンのオマージュキャラクターのスペリオ星人ムサシが登場した。

  - 『ウルトラマンマックス』
    - 第19話で、森次晃嗣が演じる考古学者の「オザキ・タケル」が登場。登場時には、テンプルのない赤縁の老眼鏡でセブンの変身ポーズを行った。
- 『トップをねらえ!』 - 登場人物のオオタ・コウイチロウ（コーチ）が持っている杖は、ダンが使っていたものと同じ形状である。
- 『ケロロ軍曹』 - 登場人物のアンゴル＝モアが女子高生・麻美の姿を借りるエピソードは、ダンが元ネタになっている。
- 『ウチムラセブン』 - 本作品のパロディ作品であり、ダン役の森次もオネエっぽい口調のキリカブ隊長役で出演した。本人曰く「ノリノリで演じていた」とのこと。
- 『ウスラセブン』 - 永井豪のパロディ漫画。発表当時、円谷プロからのクレームがついたとのこと。
- 『機動警察パトレイバー』 - 新OVA第15話で、ウルトラホーク1号・3号に酷似した戦闘機が登場することをはじめ、主人公の泉野明がイングラマンに変身する際にベーターカプセルとウルトラアイを合わせたようなアイテムを用いる、防衛チームの隊服とエンブレムがウルトラ警備隊のものと酷似しているなど、随所に『マン』と『セブン』のオマージュ的要素が含まれている。これらの要素は、円谷プロの公式協力を得たことによる。
- 『バトルクロード』 - 登場人物のダン隊員の外見はモヒカンヘアーに赤縁の眼鏡とウルトラセブンに似ており、キャラクター名やプロフィールもダンを連想させるものになっている。また、エンディングの内容は自身が同性愛者であることを明かすものになっているが、展開と演出は「史上最大の侵略・後編」に酷似したものになっている。
- 『勇者ヨシヒコと導かれし七人』 - 劇中で主人公のヨシヒコ（演：山田孝之）が、仏（演：佐藤二朗）を見るためのアイテムとしてウルトラアイが登場。装着の際、セブンの変身音に似た効果音が鳴る。本作品は円谷プロの公式協力を得ており、エンドクレジットにも表記されている。

## その他
偽物・悪役
『ウルトラセブン』
第46話「ダン対セブンの決闘」に「にせウルトラセブン」が登場する（侵略者サロメ星人の製作したコピーロボット）。スーツは使用済みウルトラセブンの物の改造。
『ウルトラマン80』
第44話「激ファイト! 80vsウルトラセブン」で、サタン党と名乗る暴走族に襲撃されて意識不明の重傷になった田島直人少年の怨念（生き霊）が、彼の持っていたウルトラセブンのソフトビニール人形に乗り移り、「妄想ウルトラセブン」となった。また、アイスラッガーを披露することはなかったが、「フェイクエメリウム光線」という光線をウルトラマン80に放っている。
『ウルトラ銀河伝説外伝 ウルトラマンゼロVSダークロプスゼロ』
前出のサロメ星人の同族が作り出したニセウルトラ兄弟の1体として、「ニセウルトラセブン（SR）」が登場。ウルトラマンゼロと戦ったもの以外にも多数が量産されていた。
着ぐるみとしての登場
『怪奇大作戦』
第11話「ジャガーの眼は赤い」にウルトラセブンの扮装をしたサンドイッチマンが登場。
『私が愛したウルトラセブン』
撮影用スーツとして登場。劇中でのスーツアクターは室竜次（演：梨本謙次郎、アクション部分などは岡野弘之）。